# Isabel Dolera i Ruiz
Isabel Dolera Ruiz (Santa Coloma de Gramenet, Barcelonès, 1981) és una jugadora de rugbi catalana, ja retirada. Formada al Club Deportiu Puig Castellar de Santa Coloma de Gramenet, va jugar durant dotze temporades a la Unió Esportiva Santboiana. Internacional amb la selecció espanyola,participà al Campionat d'Europa de rugbi de 2010, on va guanyar la medalla d'or, com també a diferents edicions del Torneig de les Sis Nacions femení. Després de la seva retirada com a jugadora, fou escollida vicepresidenta de la UE Santboiana el 2016.

## Palmarès
- 1 medalla d'or al Campionat d'Europa de rugbi femení: 2010